# Teoría de los refugios pleistocénicos
La teoría de los refugios pleistocénicos es un tesis científica desarrollada para explicar la distribución actual de parte de la biota del globo.

## Síntesis de la propuesta

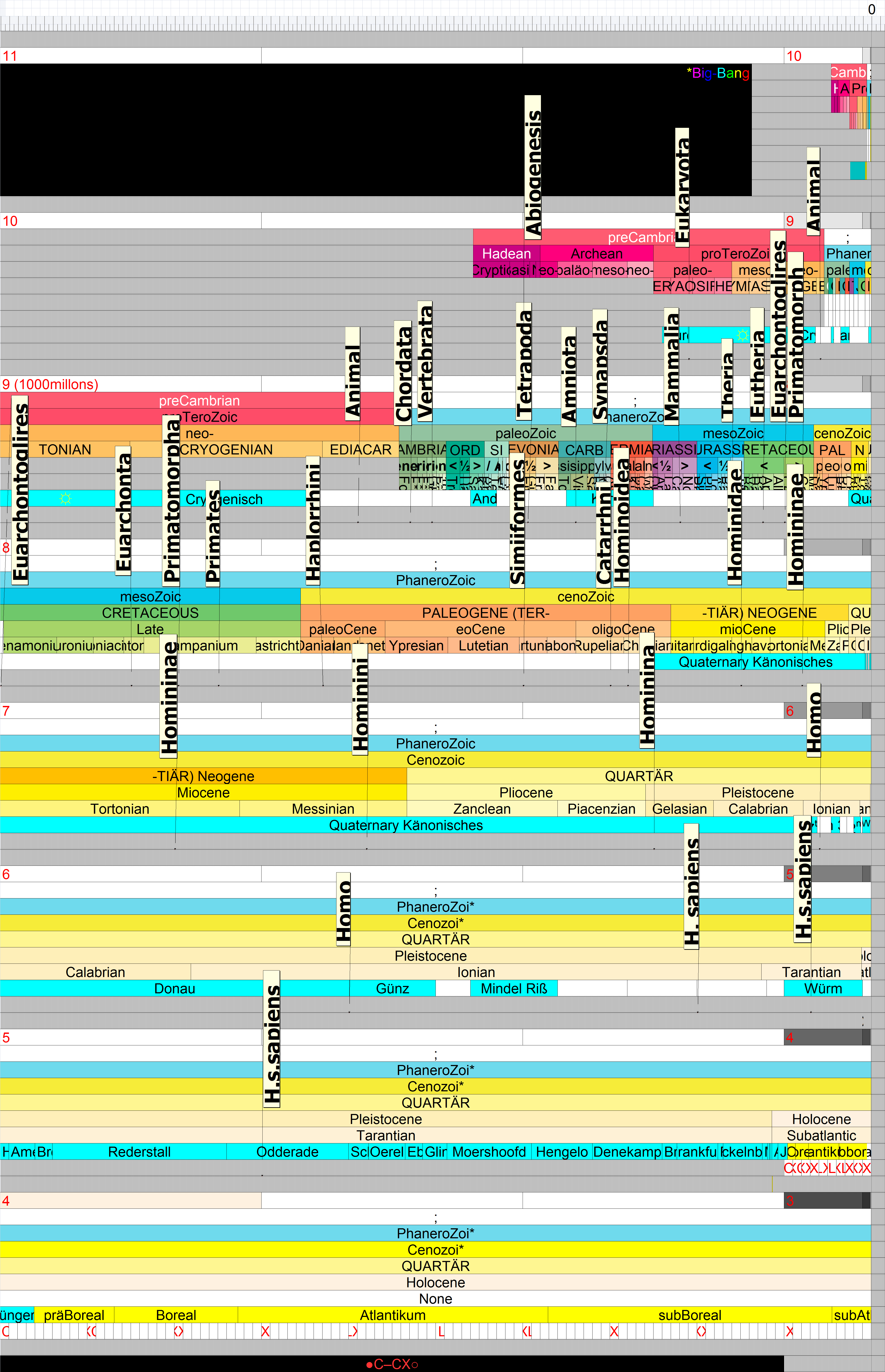

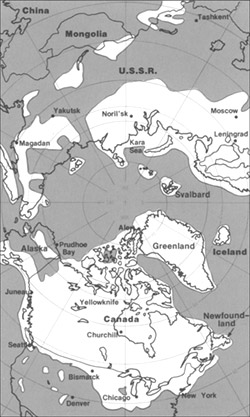

Según esta propuesta, el Último Máximo Glacial, ocurrido hace 20 000 años durante el último periodo glacial en el Pleistoceno, provocó durante miles de años un cambio climático desfavorable para los bosques húmedos (por un largo periodo más seco y frío), lo que redundó en una contracción en la distribución de las forestas, las que desaparecieron de gran parte de la superficie que cubrían, quedando dichos biomas limitados únicamente a determinados fragmentos geográficos, los que lograron conservar poblaciones relícticas de las especies de flora y fauna (las que anteriormente contaban con una geonemia más amplia) dado que sólo allí se había conservado de manera estable el clima concordante con sus requerimientos.
Estos “refugios pleistocénicos”, al estar aislados entre sí (separados por enormes distancias con ecosistemas adversos), fueron centros de especiación, formadores de nuevas especies y subespecies, las que se desarrollaron en vicarianza, con evoluciones divergentes en cada refugio, paralelas las unas de las otras. Finalmente, al terminar el periodo glaciar y volver el clima al estado previo, desde los refugios las forestas se expandieron, reconquistando los territorios que habían perdido, hasta terminar cubriendo su distribución actual.
Para cada región del mundo, distintos modelos procuraron identificar los posibles refugios pleistocénicos, los que frecuentemente son concordantes con los “puntos calientes” de biodiversidad. En las latitudes altas y media-altas dichos puntos no fueron cubiertos por glaciares, operando como “islas” de vida rodeadas por mares y hielos.  
Para detectar y corroborar cuáles han sido los refugios pleistocénicos, los investigadores han empleado distintas técnicas. Una de ellas es definir los patrones filogeográficos de varios vertebrados, por ejemplo sobre la base de secuencias mitocondriales del gen citocromo–b, para detectar los diferentes grados de estructura filogeográfica, escenarios de diferenciaciones en refugios y posteriores expansiones poblacionales hacia otras áreas. Se estudian el tiempo de divergencia, las tasas de migración entre los distintos linajes filogeográficos, así como los análisis de sus demografías históricas. 
Las poblaciones que habitan en zonas que no constituyeron un refugio pleistocénico para la especie muestran evidencia de una reciente expansión demográfica.